# IUSA
Grupo IUSA, S.A. de C.V. (siglas de su antiguo nombre, Industrias Unidas Sociedad Anónima) es un conglomerado de empresas multinacionales mexicano fundada en 1939, por Alejo Peralta y Díaz Ceballos, quien anteriormente, había fundado la empresa "Peralta Hermanos", dedicada a la fabricación de herrajes-porta mechas para veladoras. 
En su inicio se dedicó a comercializar tecnologías diversificadas, con productos y servicios en diversas áreas, en 1943 introdujeron a México la manufactura de aisladores de cerámica, portalámparas de porcelana, interruptores de navaja, aisladores para boquilla, cortacircuitos y apartarrayos. Con el paso de los años se iniciaron la elaboración de conductores eléctricos. Actualmente también desarrolla electrónica de consumo. 
En la actualidad, IUSA fábrica más de 6 mil productos para el sector industrial y comercial.

## Historia
En 1946, abrió su segunda planta en la Ciudad de México para la producción de cable aluminio, seguido del año 1955 donde se inició la elaboración de conductores eléctricos. 
Con el paso del tiempo, en 1961 se inició el proceso de descentralización hacia el interior del país, fue ahí donde se fundó la Unidad Industrial hoy conocida como “Ciudad Industrial Alejo Peralta y Díaz Ceballos” en Jocotitlán, Estado de México. Logrando convertirse en el primer conjunto de empresas que desconcentró sus procesos productos en una zona rural.
En 1966 se integra la fábrica de medidores electromecánicos, que con el tiempo se convertiría en el primer proveedor de watthorímetros de la compañía de Luz y Fuerza del Centro (posteriormente CFE).
En el año de 1996, Grupo IUSA adquirió el 100% de la empresa estadounidense Cambridge Lee Industries, considerada como la mayor comercializadora de tubo de cobre en el mundo, en ese mismo año adquirió otra de las principales fabricantes de ese mismo producto en Estados Unidos: La Reading Tube.

### 2000-2010
A inicios del año 2000, Internet Directo fue la empresa encomendada para montar y operar la primera red de conectividad digital satelital e-México. Con una operación de 3200 Centros Comunitarios Digitales a lo largo de territorio nacional. 
En el 2007 el área de Investigación y Desarrollo revolucionó la medición de la energía eléctrica, agua y gas. Dando el gran paso de medidores electromecánicos a medidores inteligentes. 
En el 2009, IUSA introdujo la energía solar, fabricando calentadores solares de agua, esto maximizo los recursos naturales cuidando el medio ambiente. 

### 2013 - presente
Alrededor de 2013, fue fundada la fábrica de paneles fotovoltaicos IUSASOL, como parte de una iniciativa para la generación de energía limpia y amigable con el medio ambiente.
En el 2016 fue inaugurado el primer Parque Solar (Parque Fotovoltaico Don Alejo), contando con una capacidad de 400 MW de potencia, es decir 730 mil MW al año, equivalente al consumo de 1.5 millones de hogares. Generando un ahorro anual de 386 mil toneladas de dióxido de carbono.
En 2018, se creó su tienda en línea https://www.tiendaiusa.com/ con la intención de llegar a todos los consumidores, en ella se puede encontrar tubos, cables, fusibles y todo lo necesario para el hogar, oficina o construcción.